# Beeston HC
Der Beeston Hockey Club ist ein englischer Hockey-Verein aus dem rund sechs Kilometer südwestlich des Stadtzentrums von Nottingham gelegenen Beeston. Der Verein mit den Farben Blau und Gelb wurde 1907 von aus Beeston stammenden Nottinghamer Schulabsolventen gegründet, hatte 1913 bereits zwei Mannschaften, bevor der Spielbetrieb aufgrund des 1. Weltkrieges unterbrochen wurde. Zur Saison 1919/1920 wiedergegründet spielte der Verein noch auf zwei verschiedenen Anlagen in Beeston, bevor er mit anderen Hockeyclubs in den neuen Nottinghamer City Council Park in Highfields umzog, wo man bis 1967 verblieb. Bis 1978 bildete der Platz hinter dem Ferry Boat Inn in Stoke Bardolph die Heimat des Beeston HC, doch kehrte der Verein 1978 zum Highfields Hockey Centre zurück und bildete zusammen mit dem Crimson Ramblers Ladies Hockey Club den Highfields Sports Club. 1988 erhielt der Verein einen der ersten clubeigenen Kunstrasenplätze des Landes. Mit Unterstützung von Sport England und staatlichen Lotteriegeldern konnten 2002 zwei neue Kunstrasenfelder und ein weiterer Trainingsplatz gebaut werden sowie das Clubhaus ausgebaut werden.
2005 gründete Beeston HC eine Damenabteilung mit Spielerinnen, die größtenteils beim ehemaligen Charnock Ladies HC aktiv waren. 2008 fusionierte der Verein mit dem Nottingham Highfields Ladies HC (entstanden aus dem Zusammenschluss von Crimson Ramblers und Sherwood Ladies Hockey Club) zum neuen Beeston Hockey Club mit acht Herren- und sieben Damenmannschaften.

## Herren
| Europapokalbilanz Herren Feld |                    |        |       |             |
| Jahr                          | Wettbewerb         | Niveau | Platz | Ort         |
| 1999                          | Cup Winners Cup    | 1      | 5     | Amsterdam   |
| 2010                          | Euro Hockey League | 1      | AF    | Rotterdam   |
| 2011                          | Euro Hockey League | 1      | VF    | Bloemendaal |
| 2012                          | Euro Hockey League | 1      | VF    | Rotterdam   |
| 2013                          | Euro Hockey League | 1      | VF    | Amsterdam   |
| 2014                          | Euro Hockey League | 1      | AF    | Eindhoven   |
| 2015                          | Euro Hockey League | 1      | AF    | Bloemendaal |

Beeston gewann seinen ersten nationalen Titel 2008 durch einen 4:3-Finalsieg im englischen Pokal über Bowdon HC. 2010 konnte dieser Erfolg mit einem 2:1 gegen Hampstead and Westminster HC wiederholt werden.
In der Saison 2008/2009 erreichte Beeston den dritten Platz in der England Hockey League und qualifizierte sich erstmals für die Euro Hockey League. Dort erreichte das Team nach Siegen in der Vorrunde über KHC Leuven und Saint-Germain-en-Laye HC das Achtelfinale, welches wiederum gegen Leuven 1:3 verloren wurde. Als englischer Vizemeister 2010 wieder europäisch spielberechtigt, überstand Beeston wieder die Vorrunde der EHL nach Erfolgen gegen Atlètic Terrassa und CA Montrouge.

## Erfolge
- Englischer Meister: 2011, 2013, 2014
- Englischer Pokalsieger: 2008, 2010, 2011, 2012, 2016